# Ионатан бен-Уззиель
Ионатан бен-Уззиель (др.-евр. יונתן בן עוזיאל‬) — палестинский танна I века, один из лучших из восьмидесяти учеников Гиллеля. Ему приписываются Таргум Ионатана (Таргум Ионафана; перевод части Ветхого Завета на арамейский язык) и каббалистический труд «Сефер Мигданим».
Его могила находится в Амуке, Галилея, недалеко от Цфата (Израиль) и является важным местом паломничества.

## Биография
Сын некоего Уззиеля («бен-Уззиель»).
В Талмуде о нём сообщается много легендарного (Сукка, 28а; Баб. Бат., 134а; Иер. Нед., V, 39б).
Он был в хороших отношениях с Шаммаем, которого называл даже по имени без титула «рабби».

## Труды
Никаких галах от имени Ионатана не сохранилось.

### «Таргум Ионатана»
Талмуд приписывает ему составление Таргума (перевода) для Пророков, причём рассказывает, что «Бат-Кол» (Глас с небес) спросил: «Кто открыл Мою тайну людям?». Ионатан встал и ответил: «Я это сделал. Тебе, Боже, известно, что я это сделал не для прославления своего рода, а ради Твоей славы, дабы не было много спора среди Израиля», מחלוקות בישראל שלא יראו‬ (Мегила, 3а).
Ионатан объяснял «Дела колесницы» (מעשה מרכנה‬), описанные у пророка Иезекиила, как фантастическую аллегорию, а не как пророческое видение в небесных сферах. Такого рода объяснение было признано небезопасным с точки зрения иудаизма для широкой массы, которую именно имел в виду автор Таргума.
Насчёт авторства, Гейгер полагал, в противоположность Цунцу, что этот Таргум был переводом Феодотиона, и в Вавилонии был позднее ошибочно приписан Ионатану ввиду созвучия слов «Theodotion» и «Jonathan».